# Jamie Leigh Jones
Jamie Leigh Jones (née en 1985) est une ancienne employée de la compagnie KBR. Elle est surtout connue pour son accusation de viol collectif de la part d'anciens collègues de travail qui serait survenu le 28 juillet 2005 au camp War Eagle (en) situé en banlieue de Bagdad, en Irak,.
Ses allégations ont été étudiées[Quand ?] par un grand jury, qui n'a retenu aucun acte d'accusation,,,.
Jones intente[Quand ?] une action civile contre KBR et l'un de ses anciens employés pour un total d'environ 114 millions de dollars américains (USD). En juillet 2011, le jury rejette les accusations de Jones, déclarant que la relation sexuelle était consentante,,, et, conséquemment, qu'il n'y a pas eu viol,,, et que KBR ne l'a pas fraudée,,. Jamie Jones est condamnée à verser environ 145 000 USD.
Jones est la fondatrice de la Jamie Leigh Foundation, défendant les victimes d'agressions sexuelles.